# Sprossenrad

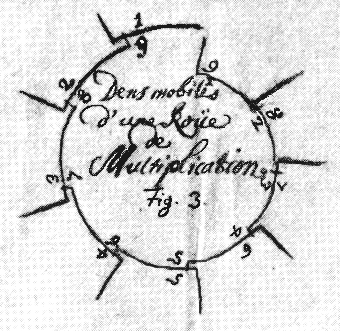
Sprossenrad aus der Skizze einer Rechenmaschine von Leibniz

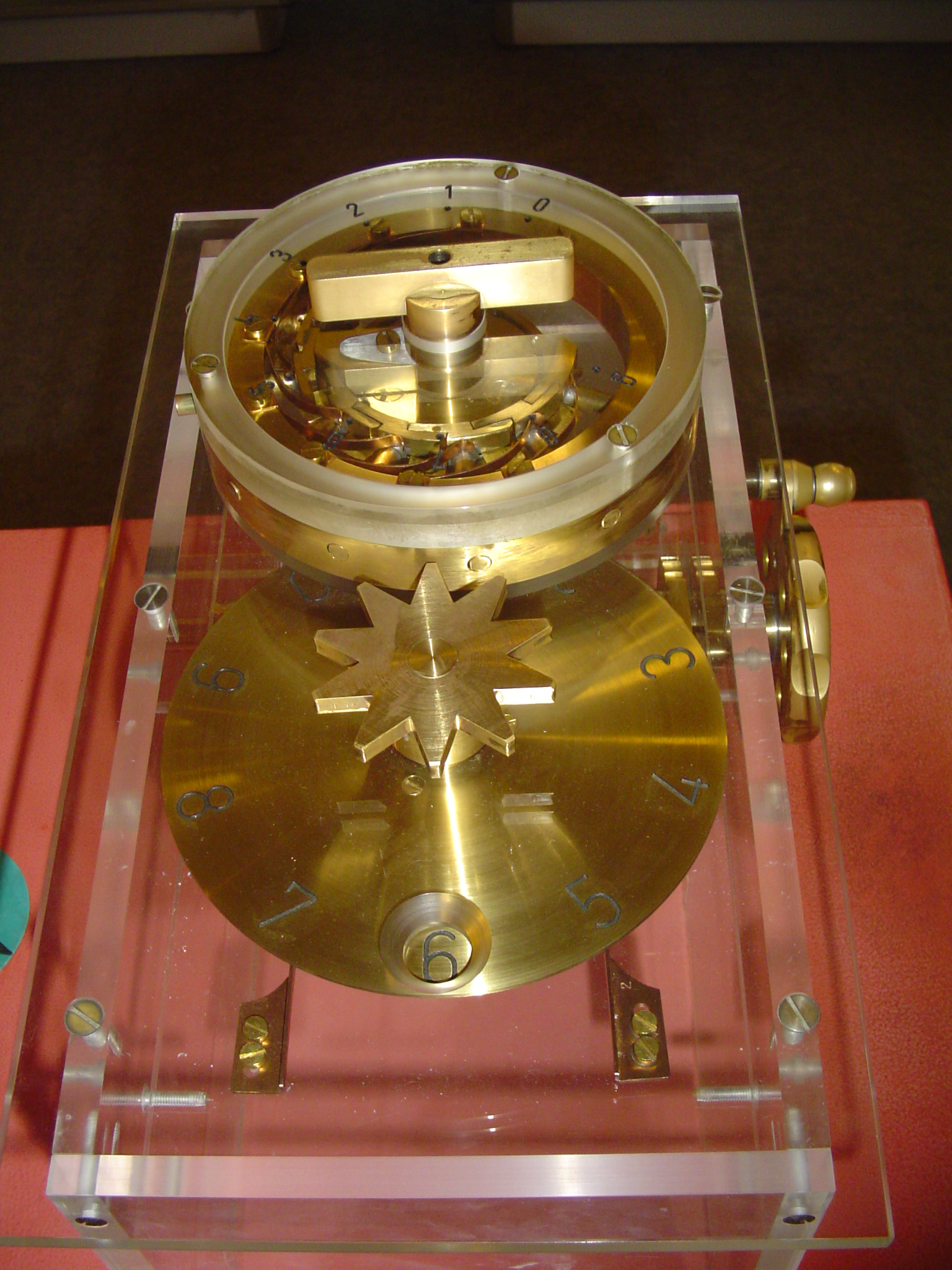
Nachbau nach Leibniz

Ein Sprossenrad ist ein Zahnrad mit verstellbarer Zähneanzahl. Es dient vor allem als Antrieb für mechanische Rechenmaschinen. Sprossenradmaschinen werden in Europa auch als Odhner-Maschinen bezeichnet (nach Willgodt Theophil Odhner).

## Historische Entwicklung
Aus der Hand von Gottfried Wilhelm Leibniz (1646–1716) stammt der erste bekannte Entwurf eines Sprossenrades. Es wird vermutet, dass er dieses Sprossenrad neben der später von ihm verwendeten Staffelwalze als Antrieb für seine Rechenmaschinen erwog. Bei seinem Sprossenradentwurf musste ein Zahn angehoben werden, der alle seine Vorgänger mit anhob. Eine entsprechende Einstellvorrichtung und der Sprossenradkörper sind auf der Zeichnung nicht vorhanden.

Klappsprossenrad von Poleni

Der italienische Astronom und Mathematikprofessor Giovanni Poleni (1683–1761) baute eine hölzerne Rechenmaschine mit Gewichtantrieb, die er 1709 in „Miscellanea“ auf Seite 27 beschrieb. Das von ihm entworfene Sprossenrad funktionierte mit neun Klappsprossen. Mit einem ersten, noch nicht zufriedenstellend arbeitenden Modell zeigte Poleni, dass sein Antriebsprinzip tauglich war. Eine zweite Maschine, sorgfältiger gearbeitet und aus härterem Holz gebaut, gelang ihm nach Wunsch. Diese Maschine konnte maximal dreistellige Zahlen verarbeiten; sie war groß und unhandlich; die Drehzahl des Räderwerks wurde stark gebremst, und der Zehnerübertrag soll mangelhaft funktioniert haben. Zusammenfassend sei sie, wie Bischoff schreibt, „ein unvollkommenes und unbrauchbares Werkzeug“ gewesen. Jedoch mag die Veröffentlichung der Konstruktion und Funktionsweise der Poleni-Maschine späteren Konstrukteuren von Sprossenradmaschinen als Anregung gedient haben.
Der Schwabe Antonius Braun (1686–1728) entwickelte 1727 eine Sprossenradmaschine, die heute im Besitz des Technischen Museums Wien ist. Die grundlegende Idee zur Entwicklung einer Sprossenradmaschine könnte Braun von Poleni erhalten haben, dessen Maschine in Theatrum arithmetico-geometricum von Jacob Leupold 1727 beschrieben wurde, einer Veröffentlichung, die Braun vermutlich kannte. Neben dieser Sprossenradmaschine baute Braun auch noch eine Stellsegmentrechenmaschine.

Sprossenrad von Roth

Aus den Jahren 1841 und 1848 stammen zwei runde Sprossenradmaschinen des französischen Arztes Didier Roth, die heute im Besitz des Pariser Musée National des Techniques sind. Ein englisches Patent für diese Erfindung erhielt er im Jahre 1843. Obwohl die Maschinen unzuverlässig gewesen sein sollen, waren die verwendeten Sprossenräder ausgereift. Weitere Arbeiten von Roth sind eine Klassifikation von Rechenmaschinen aus dem Jahre 1843 und eine kleine, längliche Addiermaschine namens „Additionneur“ aus dem Jahre 1841, welche mittels eines Einstellstifts bedient wurde.

Englisches Patent No 9816 von Wertheimber

Eine weitere Sprossenradmaschine, die im Jahre 1843 patentiert wurde, stammt von dem Engländer David Isaac Wertheimber. Das später von Odhner verwendete Sprossenrad ist Wertheimbers Konstruktion sehr ähnlich. Beide verstellen die Sprossen mit Hilfe eines Kurvenschlitzes. Über eine Realisierung von Wertheimbers Maschine ist nichts bekannt.

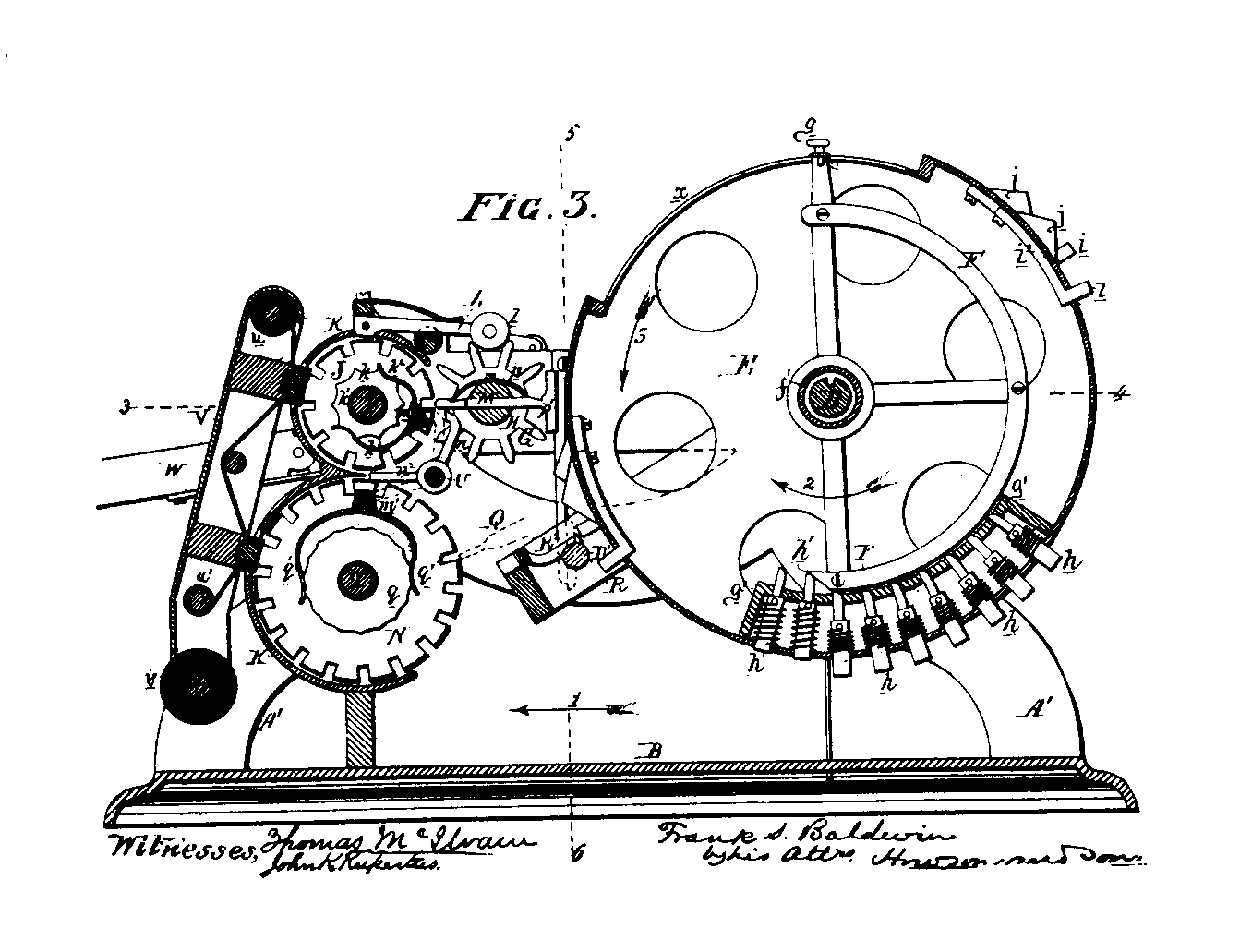
Patentzeichnung einer Baldwin-Sprossenradmaschine

Der Amerikaner Frank Stephen Baldwin (1838–1925) übersandte am 5. Oktober 1872 eine komplette Beschreibung und Zeichnungen einer von ihm entwickelten Sprossenradmaschine dem Amerikanischen Patentamt, um seine Rechte an dieser Erfindung zu wahren. Am 8. September 1873 wurde diese Rechenmaschine oder eine Weiterentwicklung zum Patent angemeldet, das ihm am 2. Februar 1875 mit der Nr. 159 244 erteilt wurde. Die Sprossen sind in seiner Konstruktion federnd gelagert und werden mit einem halbkreisförmigen Stellring aus dem Sprossenradkörper gedrückt. Ähnlich wie bei den späteren Odhner-Rechenmaschinen wird auch bei Baldwin der Zehnerübertrag mit dem Sprossenrad realisiert. In seinen Patentzeichnungen ist auch ein Druckwerk für diese Maschinen enthalten. Bis zum Jahr 1874 wurden zehn dieser „Baldwin-Calculators“ hergestellt: Obwohl für eine Serienproduktion konzipiert, wurden nie größere Stückzahlen produziert. Seine Maschine soll zu teuer und für mechanische Fehler anfällig gewesen sein.
Baldwin beschäftigte sich auch mit anderen Rechenmaschinenkonstruktionen. So war die von ihm entwickelte Monroe-Rechenmaschine, eine Volltastatur-Staffelwalzenmaschine, ein kommerzieller Erfolg.

## Funktionsweise

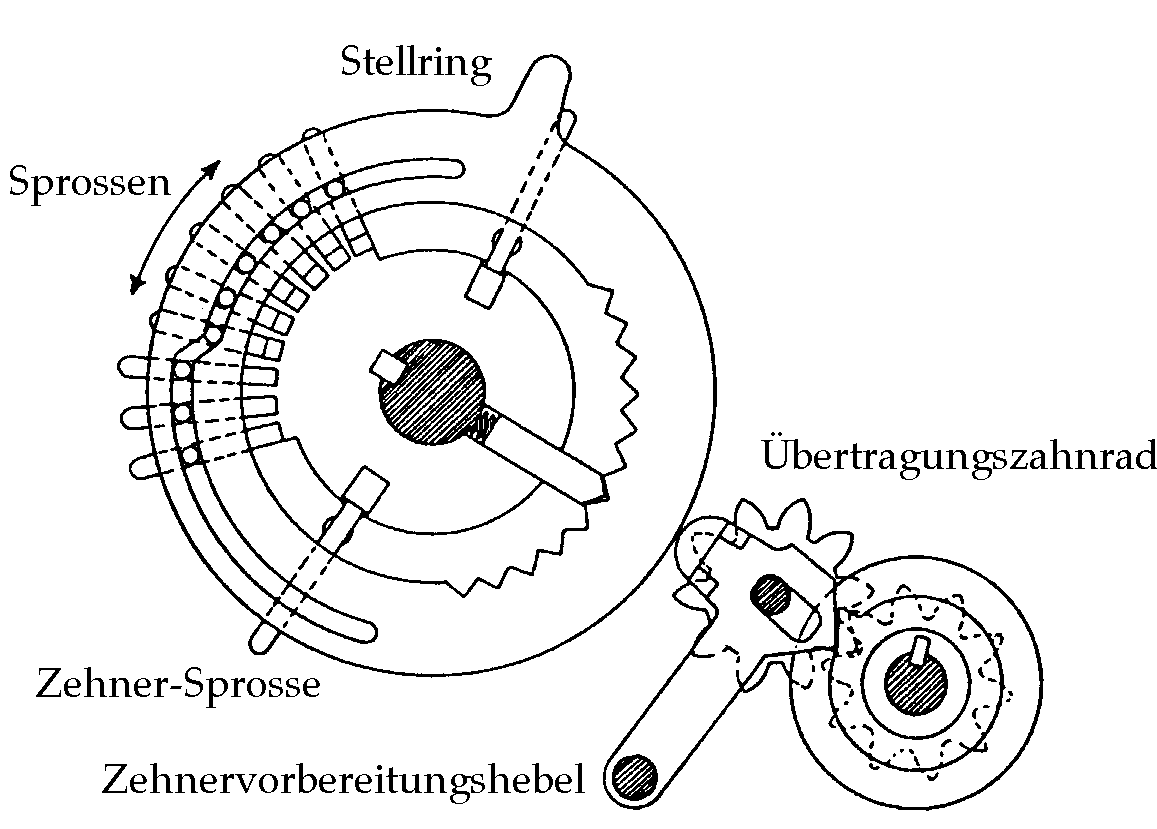
Skizze von Henry Wassén, siehe Literatur

Im Folgenden wird das Sprossenradprinzip der Odhner-Maschinen beschrieben:
Neun Sprossen sind in radial eingefräste Nuten in einem Sprossenradkörper gelagert. Gegenüber dem Sprossenradkörper ist in den drehbaren Stellring ein Kurvenschlitz eingebracht, der die Sprossen in ihrer Position hält. Wird der Stellring im Uhrzeigersinn gedreht, so schieben sich die Sprossen nacheinander nach außen. Eine auf dem Gehäuse der Rechenmaschine angebrachte Skala ist so aufgeteilt, dass die Anzahl der herausgeschobenen Sprossen gleich der eingestellten Zahl ist. Wird nun das gesamte Sprossenrad durch die Antriebskurbel gedreht, greifen null bis neun Sprossen in ein Übertragungszahnrad.
Zum Zehnerübertrag befinden sich zusätzlich zu den neun Sprossen noch zwei federnd gelagerte Zehner-Sprossen an dem Sprossenrad, die durch den Zehnervorbereitungshebel des Zählwerks in die Verarbeitungsebene gedrückt werden können.

## Würdigung
Während sich im 19. Jahrhundert Vier-Spezies-Maschinen mit Staffelwalzenantrieb offenbar einfacher zur Marktreife entwickeln ließen, übernahmen Anfang des 20. Jahrhunderts Maschinen mit Sprossenrad auf dem europäischen Markt die Vorherrschaft.
Diese ließen sich kostengünstig fertigen, hatten kompakte Ausmaße und waren auch unter rauen Bedingungen wartungsarm. Einzelne Modellreihen wurden in einigen 10.000 Stück produziert.

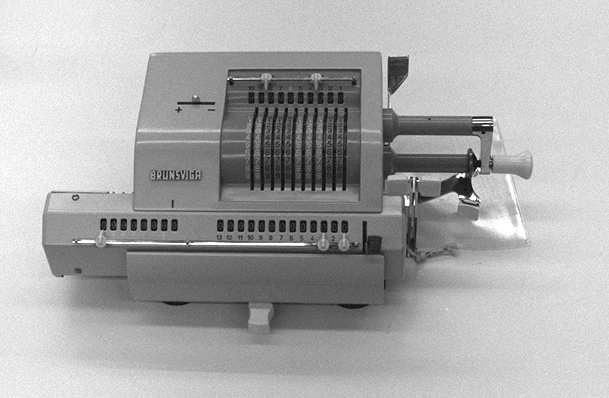
Späte Sprossenradmaschine Brunsviga 13 RM

Zum Ende der Entwicklungsgeschichte mechanischer Rechenmaschinen mussten sie mit den ersten elektronischen Rechnern konkurrieren. Hier hatte die Staffelwalze den Vorteil, dass sie sich durch Motorkraft schnell drehen ließ. Bei den Sprossenradmaschinen musste dagegen eine wesentlich größere Masse bewegt werden (Sprossenradtrommeln wogen bis zu 2 kg), was Motor und Mechanik stark belastete.

## Sprossenradmaschinen mit Motorkraft
Sowohl Staffelwalzenmaschinen als auch solche mit Sprossenrädern wurden schon frühzeitig mit Motoren ausgerüstet. In Deutschland stellte vor 1939 die Firma Carl Walther (Zella-Mehlis) erfolgreich das Modell EMKD her, bei dem der Elektromotor die Sprossenradtrommel und den Zählwerkschlitten antrieb. So entstand ein kleiner Halbautomat, bei dem die Division – nach Voreinstellung der Werte – automatisch ablief. Bei Multiplikationen kam ein Wahlhebel zum Einsatz, der den zweiten Faktor halbautomatisch Stelle für Stelle abarbeitete.
Den größten Erfolg mit motorisierten Sprossenradmaschinen hatte die schwedische Firma Facit. Ihre Automaten erschienen auch schon vor 1939 auf dem Weltmarkt und erzielten großen Absatz bis in die 1970er Jahre. Ihr größter Vorteil war der leise Gang und die schnelle Einstellung aller Werte durch Tasten.
Die letzten Sprossenradmaschinen waren preiswerte von Hand betriebene Geräte, wie die abgebildete Brunsviga 13 RM. Diese wurde bis in die 1960er Jahre in Spanien produziert.